# هورست یانسون
هورست یانسون (انگلیسی: Horst Janson; ۴ اکتبر ۱۹۳۵ – ژانویه ۲۰۲۵) بازیگر اهل آلمان بود.
از فیلم‌ها یا برنامه‌های تلویزیونی که وی در آن نقش داشته است می‌توان به دو میهن‌پرست، جنگ مورفی، عبور از مرز جهنم، بر سر شیطان فریاد بکش، و زندگی گاهی سخته، درسته پراویدنس؟ اشاره کرد.

## زندگی
جانسون در ۴ اکتبر ۱۹۳۵ در ماینتس-کاستل، در خانواده یک کارمند دولتی به دنیا آمد. او بیشتر در ویسبادن بزرگ شد، اما در طول جنگ جهانی دوم به‌طور موقت در بات زودن زندگی کرد. او در مدرسه به بازیگری علاقه داشت. جانسون دوره‌های بازیگری را گذراند و اولین حضور خود را در تئاتر شهر ویسبادن انجام داد.

## درگذشت
جانسون روز سه‌شنبه، ۲۸ ژانویه ۲۰۲۵، در ۸۹ سالگی در مونیخ درگذشت.